# Nazionale femminile di hockey su pista del Giappone
La nazionale di hockey su pista femminile del Giappone è la selezione femminile di hockey su pista che rappresenta il Giappone in ambito internazionale.

Attiva dal 1994, opera sotto la giurisdizione della Federazione di pattinaggio del Giappone.

## Palmares
- Campionati del mondo: 
  -  3º posto: 1994
- Roller Hockey Asia Cup femminile: 4
  -  1º posto: 1997, 1999, 2001, 2004
  -  2º posto: 2005, 2007, 2009, 2014
  -  3º posto: 2010

## Risultati

### Campionato del mondo
| Edizione | Sede/i            | Piazzamento      | G | V | N | P |      |
| 1992     | Springe           | Non partecipante | - | - | - | - | n.d. |
| 1994     | Tavira            | 3º posto         | 7 | 5 | 0 | 2 | Rosa |
| 1996     | Sertãozinho       | 9º posto         | 7 | 3 | 0 | 4 | Rosa |
| 1998     | Buenos Aires      | 10º posto        | 6 | 2 | 0 | 4 | Rosa |
| 2000     | Marl              | 11º posto        | 6 | 2 | 0 | 4 | Rosa |
| 2002     | Paços de Ferreira | 8º posto         | 6 | 1 | 1 | 4 | Rosa |
| 2004     | Wuppertal         | 7º posto         | 5 | 2 | 0 | 3 | Rosa |
| 2006     | Santiago del Cile | Non partecipante | - | - | - | - | n.d. |
| 2008     | Honjō             | 9º posto         | 5 | 3 | 0 | 2 | Rosa |
| 2010     | Alcobendas        | 12º posto        | 6 | 1 | 0 | 5 | Rosa |
| 2012     | Recife            | 11º posto        | 8 | 2 | 0 | 6 | Rosa |
| 2014     | Tourcoing         | 14º posto        | 5 | 0 | 0 | 5 | Rosa |

### Roller Hockey Asia Cup
| Edizione | Sede/i    | Piazzamento      | G | V | N | P |      |
| 1997     | Gangneung | Campione         | - | - | - | - | Rosa |
| 1999     | Shanghai  | Campione         | - | - | - | - | Rosa |
| 2001     | Taitung   | Campione         | - | - | - | - | Rosa |
| 2004     | Akita     | Campione         | - | - | - | - | Rosa |
| 2005     | Jeonju    | 2º posto         | - | - | - | - | Rosa |
| 2007     | Calcutta  | 2º posto         | - | - | - | - | Rosa |
| 2009     | Dalian    | 2º posto         | - | - | - | - | Rosa |
| 2010     | Taipei    | 3º posto         | - | - | - | - | Rosa |
| 2012     | Hefei     | Non partecipante | - | - | - | - | n.d. |
| 2014     | Haining   | 2º posto         | - | - | - | - | Rosa |